# Gondré
Gondré est une commune rurale située dans le département de Boudry de la province du Ganzourgou dans la région du Plateau-Central au Burkina Faso.

## Géographie
Gondré se trouve au sud-ouest du département, sur les bords de la rivière Nakembé, à 35 km au sud-ouest du chef-lieu Boudry.

## Santé et éducation
Le centre de soins le plus proche de Gondré est le centre de santé et de promotion sociale (CSPS) de Mankarga-V6 tandis que le centre médical avec antenne chirurgicale (CMA) le plus proche se trouve à Zorgho.